# كامد اللوز
كامد اللوز هي إحدى القرى اللبنانية من قرى قضاء البقاع الغربي في محافظة البقاع.
ترتفع عن سطح البحر 870 متر.
كامد اللوز موقع أثري في جنوب شرقي سهل البقاع، وكان أكبر التلال المسكونة فيه، أبعاده 300×240م تقريباً، وتقع إلى الجنوب منه قرية كامد اللوز التي تُردِّد اسمَها المصادرُ المصرية القديمة وفي وثائق العمارنة باسم كوميدي Koumidi.
قامت بالتنقيب في الموقع بعثة ألمانية مشتركة من جامعة مينز Mainz وجامعة ساربروكين Saarbrücken بين عامي 1963 و1965، بإدارة آرنولف كوشك A.Kuschke، ثم نقبت فـيه عام 1966 حتى عام 1981 جامعة سـاربروكيـن بـإدارة رولف هاخـــمـان R.Hachmann، وجرت التنقيبات على مساحة بلغت ثلاثة آلاف وثمانمئة متر مربع.
في عام 1997 استأنفت جامعة فرايبورغ Freiburg الألمانية الحفريات تحت إشراف مارليز هاينز M.Hinz، كما قامت بين عامي 2001و2002 بإجراء أعمال مسح أثري في الموقع تحت إشراف دومينيك بوناتز D.Ponahz.
تعود أقدم آثار كامد اللوز إلى الألف الخامس قبل الميلاد تقريباً، وتمثلها الأدوات الحجرية التي كشفت في الموقع. لكن الاستقرار المدني فيه بدأ في العصر البرونزي القديم، وتعد كامد اللوز أوسع مستوطنات عصر البرونز الوسيط على الإطلاق، وإليها يعود المعبد المؤرخ على هذا العصر، كما ظهرت فيه آثار استيطان من عصر البرونز الحديث الذي دل عليه عدد من المباني المهمة، منها قصر يحوي أجنحة عدة، ومعبدان مع ملحقاتهما، يضم أحدهما باحتين، ومذبح يحده عمودان خشبيان، وتبين أن هذه الأبنية قد رممت مرات عدة، كما كُشف عن شارع رئيس كان يصل بين القصر والمعبدين، وشارع آخر كان يصل بين القصر وأبواب المدينة. وكُشف كذلك عن مساكن وورشات ومشاغل متخصصة في صناعة البرونز وتصنيع الحلي من الذهب والمعادن الأخرى، وعجينة الزجاج المكونة من الرمل والصودا، وفي صناعة أشكال زجاجية صغيرة ملونة للعقود والأساور.
كشف في منطقة القصر عن سور مزود بغرف صغيرة مقببة ومقابر من عصور مختلفة، ومجموعة من المصنوعات الدقيقة ذات التقنية العالية، ومن بينها تماثيل صغيرة للآلهة وعاجيات ونماذج مصغرة لمعابد وبيوت، كما عثر على أوانٍِ فخارية يحمل بعضها زخارف ميسينية، وكتابات متنوعة، منها الهيروغليفية المصرية والمسمارية الأكادية والمسمارية الأبجدية من النمط الأوغاريتي، إضافة إلى بعضٍ من أقدم الكتابات غير المسمارية، وعثر بجانب القصر على قبر ملكي، أطلق عليه المنقبون اسم الكنز، لأنه حوى بداخله أكثر من ألف قطعة نفيسة، بعضها محطم وبعضها الآخر سليم.
يزخر الجبل الذي تقوم عند سفحه بلدة كامد اللوز الحالية بالمدافن والمغاور المنحوتة في الصخر وبالكتابات الآرامية، وقد استخدم أيام الخليفة الأموي الوليد بن عبد الملك كمقلع للحجارة التي بنيت منها مدينة عنجر الأثرية في أوائل القرن الثامن الميلادي.
وتعود الطبقات العليا في التل إلى عصر الحديد والعصر الهلنستي وبداية العصر الروماني والعصر البيزنطي، وأعطت هذه الاكتشافات أبعاداً جديدة للموقع الذي طالما عُرف بأنه يعود إلى العصر البرونزي.
ازدهرت كامد اللوز عبر التاريخ القديم، ولاسيما في العصر البرونزي الحديث، بسبب موقعها الجغرافي بوصفها نقطة التقاء للطرق التي تربط الساحل الفينيقي بالداخل، كما أن موقعها هذا جعل منها إبان السيطرة المصرية مقراً للحاكم المصري ومركزاً إدارياً لمقاطعة مصرية شملت أراضيها مناطق شمالي الحرمون إضافة إلى الجولان ودمشق وحوران وإربد.
وكغيرها من المدن الكنعانية، فقد تعرضت كامد اللوز في أواخر العصر البرونزي الحديث للتهدم والدمار، وانقطعت الصلات الثقافية والتجارية التي كانت تربطها بمصر وسورية وفلسطين وبمنطقة بحر إيجة، وتراجعت مكانتها إلى تجمع قروي بسيط.